# Carne e antibióticos
O tema carne e antibióticos há muito tem gerado grande debate entre pecuaristas, vegetarianos e pessoas que, de modo geral, buscam uma alimentação saudável. O uso indiscriminado dessas substâncias no Brasil tem afetado o solo chegando até mesmo a contaminar vegetais, tal como mostrou pesquisa da USP (Universidade de São Paulo).

## Promotores de crescimento
Um dos usos de antibióticos na indústria da carne ocorre na condição de promotores de crescimento, ou seja, na utilização de antibióticos na criação de animais a fim de que eles aumentem a conversão alimentar e, consequentemente, cresçam mais rápido, para que possam ser abatidos em menor tempo e aumentar os lucros do produtor. Contudo, a constante exposição dos animais a esses produtos pode levar à seleção de uma biota resistente aos antibióticos, tal como já relatado em literatura científica. Os promotores de crescimento são empregados especialmente na avicultura.